# Граф, Сюзанна
Сюзанна Граф (нем. Susanne Graf, род. 15 августа 1992, Мальсдорф) — немецкий политик из Пиратской партии. С 2011 по 2016 год она была членом Палаты депутатов Берлина.

## Биография
Граф родилась в Берлине и была младшей из пяти детей учёного-компьютерщика с докторской степенью и специалистки по сельскохозяйственным машинам. Когда ей было тринадцать лет, она переехала в Мюльхаузен в Тюрингии. Граф получила там диплом средней школы в 2011 году в профессиональном училище. С октября 2011 по май 2015 года училась на степень бакалавра математической экономики в Берлинском институте техники и экономики. Затем последовала степень магистра в области вычислительной инженерии с апреля 2015 по декабрь 2016 года в Университете прикладных наук Бойта в Берлине.
В шестнадцать лет она стала членом общества Chaos Computer Club. Публичная дискуссия о хранении данных пробудила в ней интерес к политике. Позже она осветила эту тему в своей курсовой работе. В июле 2009 года она вступила в Пиратскую партию Германии. 10 октября 2010 года она была избрана заместителем федерального председателя Молодых пиратов на собрании федеральных членов в Дюссельдорфе и была утверждена на этой должности ещё на один год на собрании федеральных членов в Гамбурге в феврале 2011 года.
В период с 2010 по 2011 год она работала с группой основателей Jugendparlaments Mühlhausen над созданием молодёжного парламента в Мюльхаузене.
На выборах в Палату депутатов Берлина 18 сентября 2011 года она была единственной женщиной, баллотировавшейся от Пиратской партии, и смогла получить мандат в Палате, заняв седьмое место в списке. Она также баллотировалась в качестве прямого кандидата в избирательном округе Марцан-Хеллерсдорф 5 и заняла четвёртое место из десяти претендентов, набрав 7,2 процента голосов. Она была самым молодым членом Палаты депутатов на 17-м избирательном сроке и до июня 2012 года занимала должность заместителя лидера парламентской группы Берлинской пиратской партии.
В ноябре 2011 года Граф подверглась критике за то, что она наняла своего партнёра Кристофера Ланга, представителя федеральной прессы «Пиратов» до июня 2012 года, в качестве служащего парламента, а после критических сообщений в прессе разорвала трудовые отношения.
Она не баллотировалась на выборах в Палату депутатов Берлина в 2016 году.
Граф — мать двоих детей (по состоянию на сентябрь 2016 года).